# Kranding
Kranding is een bestuurslaag in het regentschap Kediri van de provincie Oost-Java, Indonesië. Kranding telt 3191 inwoners (volkstelling 2010).